# Arnold Eucken

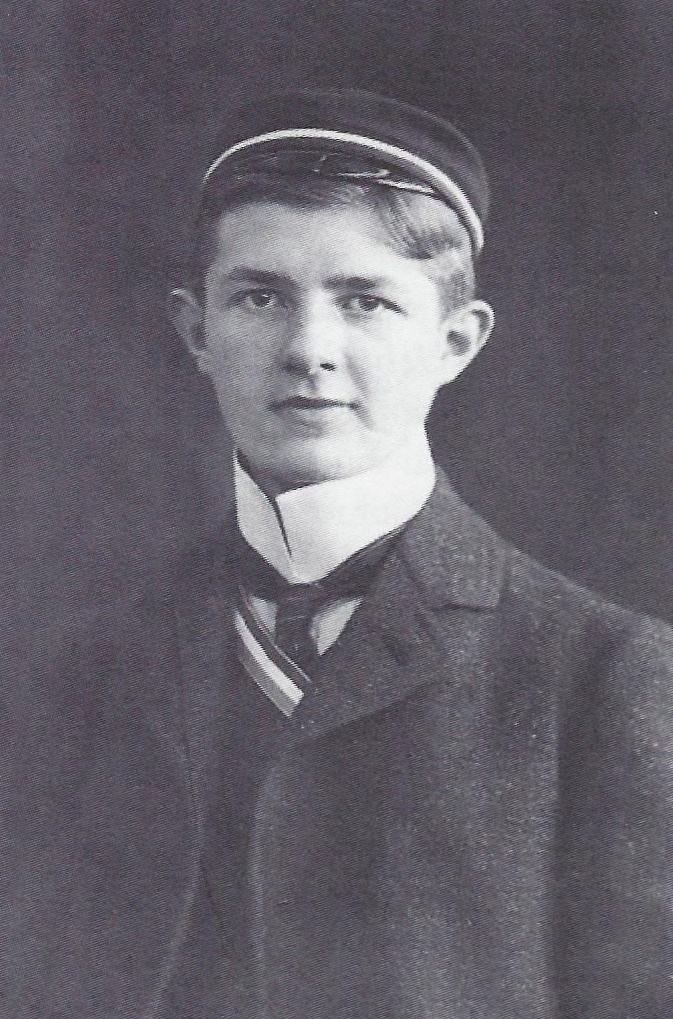
Arnold Eucken

Arnold Eucken (* 3. Juli 1884 in Jena; † 16. Juni 1950 in Seebruck, Chiemsee) war ein deutscher Physikochemiker.

## Leben
Eucken wurde als Sohn des Philosophen und späteren Literaturnobelpreisträgers Rudolf Eucken in Jena geboren. Er war Bruder des Nationalökonomen Walter Eucken. Sein Studium begann er an der Christian-Albrechts-Universität. 1903 wurde er Mitglied des Corps Saxonia Kiel. Als Inaktiver wechselte er an die heimatliche  Universität Jena und die  Friedrich-Wilhelms-Universität zu Berlin.

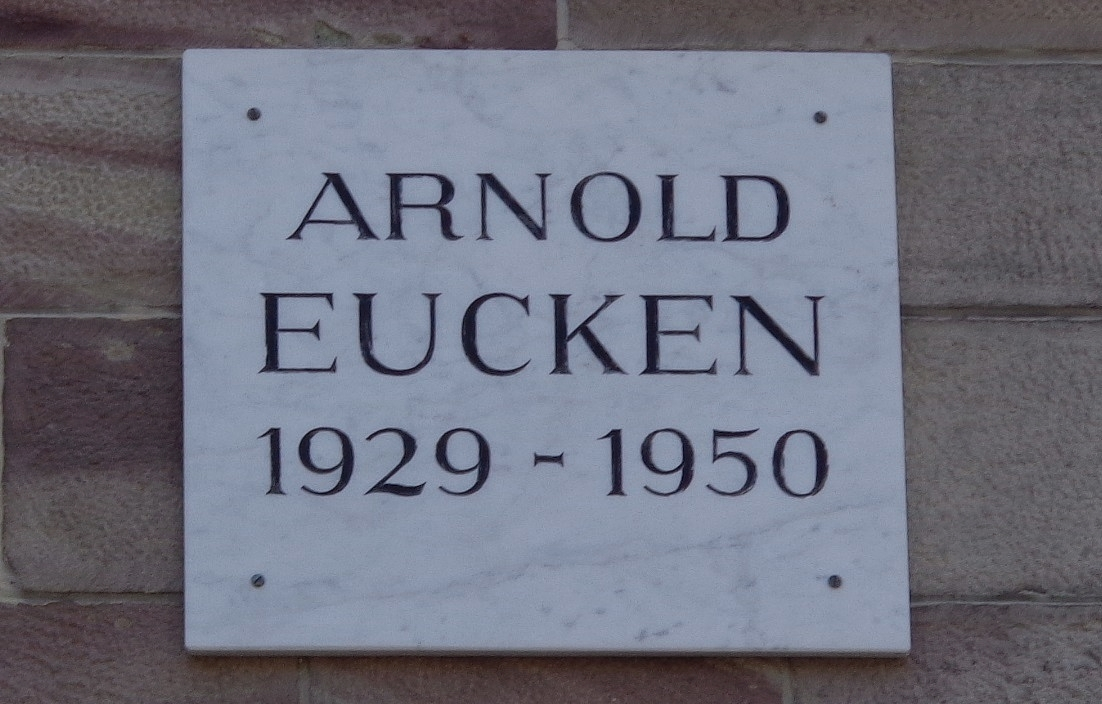
Göttinger Gedenktafel für Arnold Eucken

Eucken arbeitete bei Walther Nernst und promovierte 1906 bei ihm mit dem Thema Der stationäre Zustand zwischen polarisierten Wasserstoffelektroden. 1911 folgte die Habilitation ebenfalls in Berlin. Mit 31 Jahren hätte er schon 1915 den Lehrstuhl der TH Breslau übernehmen können; dazu kam es aber erst 1919. Zwischenzeitlich hielt ihn der  Erste Weltkrieg als Batterieführer an der Westfront (wo er das  Eiserne Kreuz 1. Klasse erhielt) und als Lehrer an der Artillerieschule in Wahn. 1930 ging er als Nachfolger von Gustav Tammann an die Georg-August-Universität Göttingen. Eucken trat zum 1. Mai 1933 der  NSDAP bei (Mitgliedsnummer 2.149.106), hatte sie aber 1936 wieder verlassen. Er wirkte weiterhin als Ordinarius in Göttingen.
1911 lernte er die damals erst 16-jährige Fritzi Brausewetter (* 18. Februar 1895; † 5. Mai 1955 in Seebruck) auf einem Hausball bei dem Pathologen Hermann Beitzke kennen. Er heiratete sie schließlich 1913; das Paar hatte vier Kinder. Eucken beendete 1950 sein Leben durch Suizid.

## Leistungen
Eucken leistete wichtige Beiträge im Bereich der  Physikalischen Chemie und der  Technischen Chemie. Dabei konzentrierte er sich auf spezifische Wärmen bei sehr niedrigen Temperaturen, die Struktur von Flüssigkeiten und Elektrolytlösungen, die Molekularphysik (Rotation, Schwingung), auf Deuterium und schweres Wasser, auf homogene und heterogene Gaskinetik, Katalyse, Chemieingenieurwesen und chemische Technologie. Er war der erste Obmann des VDI-Fachausschusses „Verfahrenstechnik“.
Auf Euckens Einladung kam Edward Teller 1931 nach Göttingen, der dort auch mit James Franck und besonders mit Hertha Sponer zusammenarbeitete. Zu seinen Doktoranden gehörten Klaus Schäfer und Ernst Ulrich Franck. Einer der letzten Doktoranden Euckens war der spätere Nobelpreisträger Manfred Eigen.

## Ehrungen

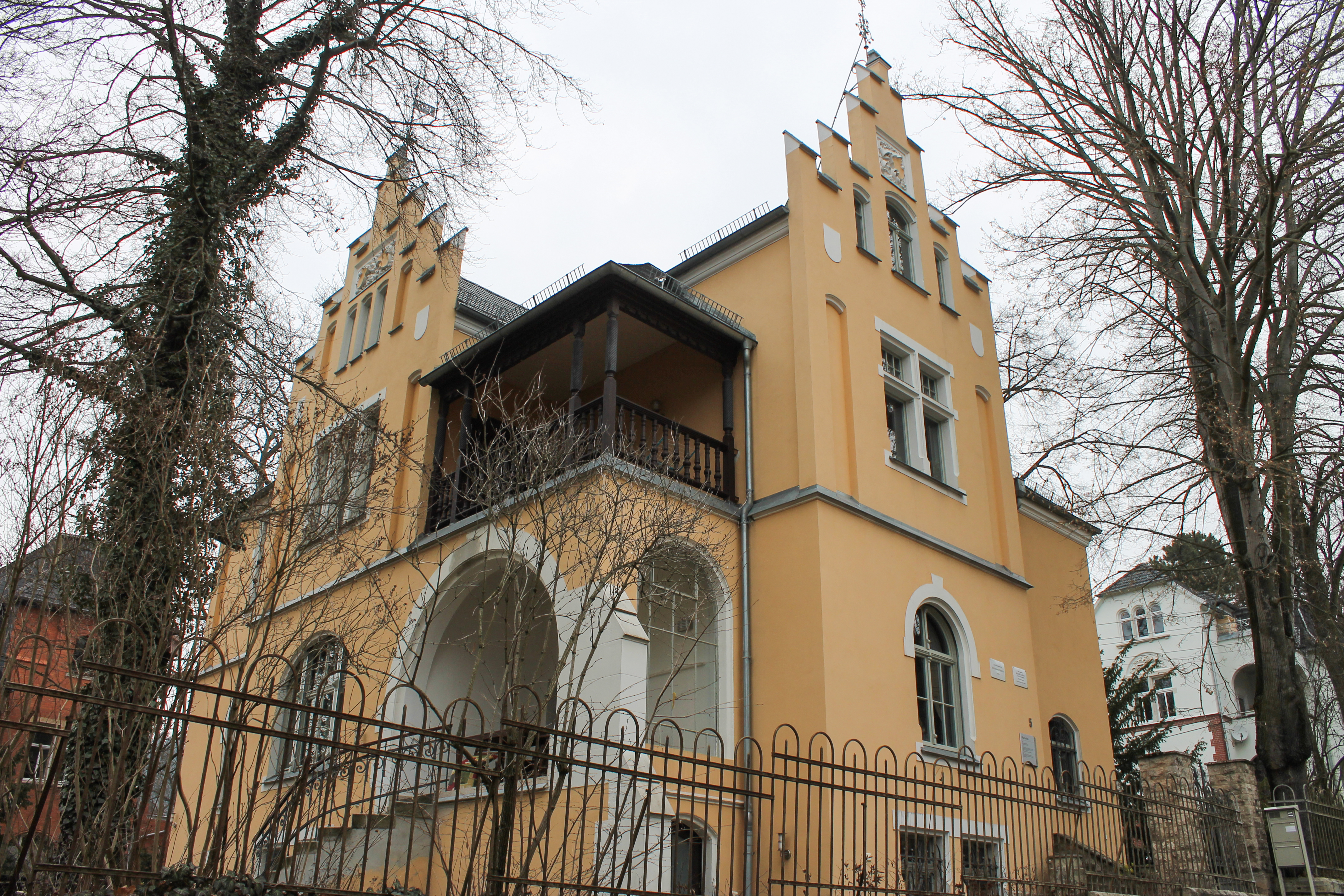
Villa der Familie Eucken in Jena

- 1929: korrespondierendes Mitglied der Akademie der Wissenschaften zu Göttingen (ab 1931 ordentliches Mitglied)[11]
- 1936: gewähltes Mitglied der  Deutschen Akademie der Naturforscher Leopoldina
- 1942: Mitglied der Bayerischen Akademie der Wissenschaften
- 1944: Bunsen-Denkmünze
- 1945:  Dr.-Ing. e. h. der  Technischen Hochschule Karlsruhe

Der Verein Deutscher Ingenieure (VDI) verleiht in seinem Angedenken seit 1956 den Arnold-Eucken-Preis.

## Werke
- Grundriss der Physikalischen Chemie, Leipzig, diverse Auflagen ab 1922
- Lehrbuch der Chemischen Physik, Leipzig, diverse Auflagen ab 1930
- Arnold Eucken und Rudolf Suhrmann, Physikalisch-Chemische Praktikumsaufgaben, Leipzig, diverse Auflagen ab 1928
- Der Nernstsche Wärmesatz, Ergebnisse der exakten Naturwissenschaften 1 (1922), S. 120–162.

Er war einer der Herausgeber der 11. und letzten Auflage (ab 1926 bei Vieweg) des Lehrbuchs der Physik von Müller-Pouillet (begründet von Johann Heinrich Jacob Müller, Claude Servais Mathias Pouillet).